# Tweede klasse 1994-95 (voetbal België)
Het seizoen 1994/95 in Tweede Klasse ging van start op 24 augustus 1994 en liep ten einde op 7 mei 1995. KSV Waregem won de titel en promoveerde zo naar Eerste Klasse. Streekgenoot KRC Harelbeke werd vijfde en kreeg de promotie naar het hoogste niveau via de eindronde te pakken.

## Gedegradeerde teams
Deze teams waren gedegradeerd uit de Eerste Klasse voor de start van het seizoen:
- KSV Waregem
- KRC Genk

## Gepromoveerde teams
Deze teams waren gepromoveerd uit de Derde Klasse voor de start van het seizoen:
- RAA Louviéroise, kampioen in Derde klasse A
- K. Patro Eisden, kampioen in Derde klasse B
- KVV Overpelt-Fabriek, winnaar eindronde voor promotie

## Promoverende teams
Deze teams promoveerden naar Eerste klasse op het eind van het seizoen:
- KSV Waregem (kampioen)
- KRC Harelbeke (winnaar eindronde)

## Degraderende teams
Deze teams degradeerden naar Derde klasse op het eind van het seizoen:
- K. Boom FC (rechtstreeks)
- KFC Eeklo (rechtstreeks)

## Stadions en trainers

### Stadions en trainers
|    | Club                         | Locatie          | Stadion                          | Trainers                         |
| -- | ---------------------------- | ---------------- | -------------------------------- | -------------------------------- |
| 1  | KSV Waregem                  | Waregem          | Regenboogstadion                 | Aimé Antheunis                   |
| 2  | K. Beerschot VAC             | Antwerpen        | Olympisch Stadion                | René Desaeyere                   |
| 3  | KRC Genk                     | Genk             | Thyl Gheyselinckstadion          | Enver Alisic                     |
| 4  | R. Excelsior Mouscron        | Moeskroen        | Le Canonnier                     | André Van Maldeghem              |
| 5  | KRC Harelbeke                | Harelbeke        | Stedelijk Forestiersstadion      | Henk Houwaart                    |
| 6  | RAA Louviéroise              | La Louvière      | Stade du Tivoli                  | Casimir Gagiello                 |
| 7  | VC Westerlo                  | Westerlo         | 't Kuipje                        | Barry Hulshoff                   |
| 8  | KV Kortrijk                  | Kortrijk         | Guldensporenstadion              | Patrick Van Geem                 |
| 9  | KSK Tongeren                 | Tongeren         | De Motten                        | Eric Vanlessen                   |
| 10 | K. Sint-Niklase SK Excelsior | Sint-Niklaas     | Puyenbekestadion                 | Paul Put                         |
| 11 | KVV Overpelt-Fabriek         | Overpelt-Fabriek | Indusstadion                     | Colin Andrews                    |
| 12 | KMSK Deinze                  | Deinze           | Burgemeester Van de Wielestadion | Gilbert De Groote                |
| 13 | KSC Lokeren                  | Lokeren          | Daknamstadion                    | Chris Van Puyvelde, James Storme |
| 14 | K. Patro Eisden              | Eisden           | Patrostadion                     | Pier Janssen                     |
| 15 | KFC Verbroedering Geel       | Geel             | De Leunen                        | Marc Noë, Jos Heyligen           |
| 16 | KTH Diest                    | Diest            | De Warande                       | Nic Verboven                     |
| 17 | K. Boom FC                   | Boom             | Gemeentelijk Parkstadion         | Luc Vinck                        |
| 18 | KFC Eeklo                    | Eeklo            | Stedelijk Voetbalstadion         | Walter Elegeert                  |

## Eindstand
|    |    |                              | P  | W  | G  | V  | +  | -  | DS  | Ptn |
| -- | -- | ---------------------------- | -- | -- | -- | -- | -- | -- | --- | --- |
| K  | 1  | KSV Waregem                  | 34 | 23 | 5  | 6  | 61 | 28 | 33  | 51  |
| EP | 2  | K. Beerschot VAC             | 34 | 21 | 8  | 5  | 59 | 26 | 33  | 50  |
| EP | 3  | KRC Genk                     | 34 | 20 | 10 | 4  | 73 | 32 | 40  | 50  |
| EP | 4  | R. Excelsior Mouscron        | 34 | 20 | 5  | 9  | 92 | 50 | 42  | 45  |
| EP | 5  | KRC Harelbeke                | 34 | 16 | 9  | 9  | 60 | 36 | 24  | 41  |
|    | 6  | RAA Louviéroise              | 34 | 13 | 13 | 8  | 62 | 44 | 18  | 39  |
|    | 7  | VC Westerlo                  | 34 | 15 | 7  | 12 | 56 | 45 | 11  | 37  |
|    | 8  | KV Kortrijk                  | 34 | 14 | 9  | 11 | 54 | 49 | 5   | 37  |
|    | 9  | KSK Tongeren                 | 34 | 13 | 11 | 10 | 48 | 48 | 0   | 36  |
|    | 10 | K. Sint-Niklase SK Excelsior | 34 | 14 | 5  | 15 | 53 | 57 | -4  | 33  |
|    | 11 | KVV Overpelt-Fabriek         | 34 | 11 | 9  | 14 | 52 | 70 | -18 | 31  |
|    | 12 | KMSK Deinze                  | 34 | 9  | 11 | 14 | 51 | 60 | -9  | 29  |
|    | 13 | KSC Lokeren                  | 34 | 9  | 8  | 17 | 50 | 65 | -15 | 26  |
|    | 14 | K. Patro Eisden              | 34 | 8  | 19 | 17 | 39 | 73 | -34 | 25  |
|    | 15 | KFC Verbroedering Geel       | 34 | 8  | 8  | 18 | 45 | 68 | -23 | 24  |
| ED | 16 | KTH Diest                    | 34 | 6  | 12 | 16 | 47 | 71 | -24 | 24  |
| D  | 17 | K. Boom FC                   | 34 | 6  | 5  | 23 | 36 | 75 | -39 | 17  |
| D  | 18 | KFC Eeklo                    | 34 | 4  | 9  | 21 | 33 | 74 | -41 | 17  |

## Eindronde voor promotie
K. Beerschot VAC, KRC Genk, R. Excelsior Mouscron en KRC Harelbeke streden om het tweede ticket voor de Eerste Klasse. KRC Harelbeke, dat in de competitie vijfde was geworden, bleek in de eindronde de sterkste.
|   |   |                       | P | W | G | V | +  | -  | DS | Ptn |
| - | - | --------------------- | - | - | - | - | -- | -- | -- | --- |
| P | 1 | KRC Harelbeke         | 6 | 4 | 1 | 1 | 12 | 9  | 3  | 9   |
|   | 2 | KRC Genk              | 6 | 3 | 0 | 3 | 10 | 4  | 6  | 9   |
|   | 3 | R. Excelsior Mouscron | 6 | 1 | 3 | 2 | 8  | 10 | -2 | 4   |
|   | 4 | K. Beerschot VAC      | 6 | 0 | 2 | 4 | 4  | 11 | -7 | 2   |

## Degradatie-eindronde
Het team dat 16de eindigde, KTH Diest, speelde een eindronde met een aantal derdeklassers en gingen daar van start in de tweede ronde van die eindronde.
De officiële benamingen van deze competitie luidden achtereenvolgens Bevordering (van 1909 tot 1926), Eerste Afdeling (van 1926 tot 1952), Tweede Klasse (van 1952 tot 2016). 
In 2016 werd de Tweede Klasse opgeheven en vervangen door Eerste klasse B en Eerste klasse Amateurs.
Nationaal voetbal · Regionaal voetbal · Provinciaal voetbal · KBVB · Nationaal voetbalelftal · Nationaal dameselftal
Belgisch nationaal voetbal
Eerste klasse A · Eerste klasse B · Eerste nationale · Beker van België · Belgische Supercup
Super League · Eerste klasse (vrouwen) · Tweede klasse (vrouwen) · Beker van België (vrouwen) · Belgische Supercup (vrouwen)